# Любек
Лю́бек (нім. Lübeck) — місто земельного підпорядкування на півночі Німеччини, на південному сході федеральної землі Шлезвіг-Гольштейн. Порт на березі Любецької бухти Балтійського моря. Поділяється на 10 районів, у яких налічується 35 округів.

## Географія
Місто розташоване на Північнонімецькій низовині, поблизу гирла судноплавної річки Траве, яка впадає в районі Травемюнде в Балтійське море. Стара частина міста розташована на пагорбі й оточена водами річок Траве та Вакеніць. Ландшафт, на якому було споруджено місто Любек, є горбистим: що обумовлено льодовиковим періодом. Вигідне географічне положення сприяло розвитку міста як балтійського порту і стало причиною його стрімкого підйому ще в період Середньовіччя.

### Клімат
Місто знаходиться у зоні, котра характеризується морським кліматом. Найтепліший місяць — липень із середньою температурою 17,2 °C (63 °F). Найхолодніший місяць — січень, із середньою температурою 1,1 °C (34 °F).
| Клімат Любека           | Клімат Любека | Клімат Любека | Клімат Любека | Клімат Любека | Клімат Любека | Клімат Любека | Клімат Любека | Клімат Любека | Клімат Любека | Клімат Любека | Клімат Любека | Клімат Любека | Клімат Любека |
| Показник                | Січ.          | Лют.          | Бер.          | Квіт.         | Трав.         | Черв.         | Лип.          | Серп.         | Вер.          | Жовт.         | Лист.         | Груд.         | Рік           |
| Абсолютний максимум, °C | 12            | 16            | 21            | 24            | 28            | 31            | 33            | 36            | 29            | 22            | 21            | 15            | 36            |
| Середній максимум, °C   | 2             | 3             | 6             | 9             | 14            | 17            | 20            | 20            | 17            | 12            | 7             | 4             | 11            |
| Середня температура, °C | 1             | 1             | 3             | 6             | 11            | 15            | 17            | 17            | 13            | 10            | 5             | 2             | 8             |
| Середній мінімум, °C    | 0             | −1            | 1             | 3             | 8             | 11            | 13            | 13            | 10            | 7             | 3             | 1             | 6             |
| Абсолютний мінімум, °C  | −18           | −18           | −12           | −3            | 1             | 2             | 6             | 6             | 0             | −1            | −10           | −15           | −18           |
| Днів з опадами          | 23            | 18            | 20            | 18            | 18            | 19            | 20            | 17            | 19            | 20            | 22            | 23            | 237           |
| Днів з дощем            | 17            | 13            | 17            | 17            | 18            | 19            | 20            | 17            | 19            | 20            | 20            | 19            | 216           |
| Днів зі снігом          | 10            | 9             | 7             | 3             | 0             | 0             | 0             | 0             | 0             | 0             | 3             | 7             | 39            |
| ----------------------- | ------------- | ------------- | ------------- | ------------- | ------------- | ------------- | ------------- | ------------- | ------------- | ------------- | ------------- | ------------- | ------------- |
| Джерело: Weatherbase    |               |               |               |               |               |               |               |               |               |               |               |               |               |

## Назва міста
Сучасна назва міста походить від середньовічної назви старого Любека — Любіце (Liubice, Leubice). До середини XX століття домінуючою була думка про те, що «Любіце» є топонімом слов'янського походження й означає «кохана», «люба», відтоді утвердилася нова концепція, за якою слов'янська назва міста Любіце походить від патроніма Любомир, тобто Любіце — це поселення нащадків Любомира.

## Історія
Місто засноване в XII столітті на місці невеликого на той час занедбаного дерев'яно-земляного укріплення слов'ян-ободритів Буку (див. Круто), розташованого на лісистому заболоченому півострові в межиріччі Траве та Вакенітца, що має ту саму назву, що й півострів.
За шість кілометрів нижче за течією річки Траве (за 4 км нижче сучасного старого міста - острів Altstadtinsel), острові Teerhofinsel у місці впадання в неї річки Швартау з VII—VIII століть н. е. існувало слов'янське торгове селище й невелике князівське городище Любіце (Любиці). Закладка городища Любіце пов’язана з союзницькими відносинами ободритів та Карла Великого у війні проти саксів. Сакси опиралися спробам імператора франків християнізувати їх, тож, були вигнані з цих земель. На їх місці оселилися союзні ободрити. Від X ст. Любіце було найважливішим, поруч з Старогродом, містом ободритів. Зважаючи на постійну загрозу з боку сусідніх лютичів (велетів), городище найімовірніше вже тоді мало сильну систему укріплень. Як вказують С. Коссак та З. Шатковський Любіце були центром ободрицьких племен, тут на старому городищі вони збирали віче і приймали важливі рішення. Хоча Любіце було портом на Балтиці, воно не зацікавило вікінгів.
До кінця XI ст. Любиці стали резиденцією ободритської династії Наконідів.  Адже після розгрому ободритів датчанами біля Хедебю в 1043 р., до Травни увійшли захоплені датчанами ободритські кораблі на чолі з ободритом-християнином Готшалком (Годеславом). Він опанував Любіце і всю землю ободритів і намагався привити тут християнство. Проте спирався більше не на віру а на мечі данських воїнів. В 1063 р., коли помер князь саксів Бернард ІІ, що тримав у спокої кордон ободритів та саксів, вибухло повстання проти Готшалка. Його було вбито.
Перша писемна згадка про Любіце походить  з 1076 р. з переказу Адама Бременського, який згадував як слов’яни закидали каменями пріора Ансверсуса з кляштору бенедиктинів в Айнгаусі.
Після Готшалка ободрити поставили у себе князем представника войовничого племені ранів з острова Рана (Рюген) – Круто. Круто панував на городищі Любіце, а в землі слов'ян тривав мир. Проте син Готшалка – Генрік підступно вбив князя Круто і піддався під владу саксів. Ані повстання слов'ян-ободритів, ані вторгнення ранів, які спробували захопити Любіце, але були біля стін городища розбиті, не змінили ситуацію. У 1093 р. владу над ободритами отримав Генрік Готшалкович, який карбував свою монету, а Любіце зробив своєю резиденцією. В часи панування Генріка землі ободритів залишалися язичницькими. Єдиний костел він звів на старому городищі Любіце, (Старому Любеку), який слугував йому особисто. В часи панування Генрика було також вирубано святі гаї ободритів.
Під час релігійних усобиць, пов'язаних із поширенням християнства, слов'яни-язичники знищили в Любіце слов'янську християнську князівську династію Наконідів, а Любіце сплюндрували й спалили. Остаточно Любіце було знищені в ході боїв поміж слов’янами у 1138 р.
Залишки містян перебралися в поселення Буку, розташоване на однойменному лісистому півострові вище за течією Траве — під захист невеликого дансько-слов'янського княжого замку, і разом із німецькими переселенцями-колоністами з району Рейна заснували «новий» Любек. Любіце зникло з лиця землі й тільки в кінці XIX століття було знову відкрите археологами. Нині історики називають Любіце «Старий Любек» (нім. Alt Lübeck).

Потік німців-переселенців з півдня, переважно з Рурського регіону, швидко прибував, і вже через кілька років після заснування новий Любек мав фортечні стіни, вулиці й квартали будинків, пристані, церкви, міське самоврядування і навіть міські закони. Сюди, під захист німецької князівської династії Вельфів, у стіни новозбудованого Собору Св. Миколи разом зі своїм кліром перебрався глава єпархії єпископ Ольденбурзький. 
1226 року сенат Любека викупив у імператора Священної Римської імперії статус вільного імперського міста.
З 1361 року, після того, як данський король Вальдемар IV завоював торговий центр Вісбю, Любек став центром німецького Ганзейського союзу — унії з приблизно 200 вільних торгових великих і малих міст Європи. У той час Любек був другим (після Кельна) за розміром, значенням і впливом містом Центральної і Північної Європи. Останні збори ганзейських міст було проведено в Любеку в 1630 році. Згодом додаток «Hansestadt» (місто Ганзейського союзу) зберегли тільки Гамбург, Любек і Бремен. Остання невдала спроба, націлена на відродження Ганзейського союзу, була проведена 1669 року.
Після закінчення Наполеонівських воєн Любек залишається (поряд із Бременом, Гамбургом та Франкфуртом-на-Майні) одним із чотирьох німецьких «вільних міст». 1815 року саме в такій якості Любек увійшов до складу новоутвореної Німецької конфедерації, а потім, 1871 року — до складу Німецької імперії. Статус самостійного державного утворення зберігався за Любеком і в період Веймарської республіки.

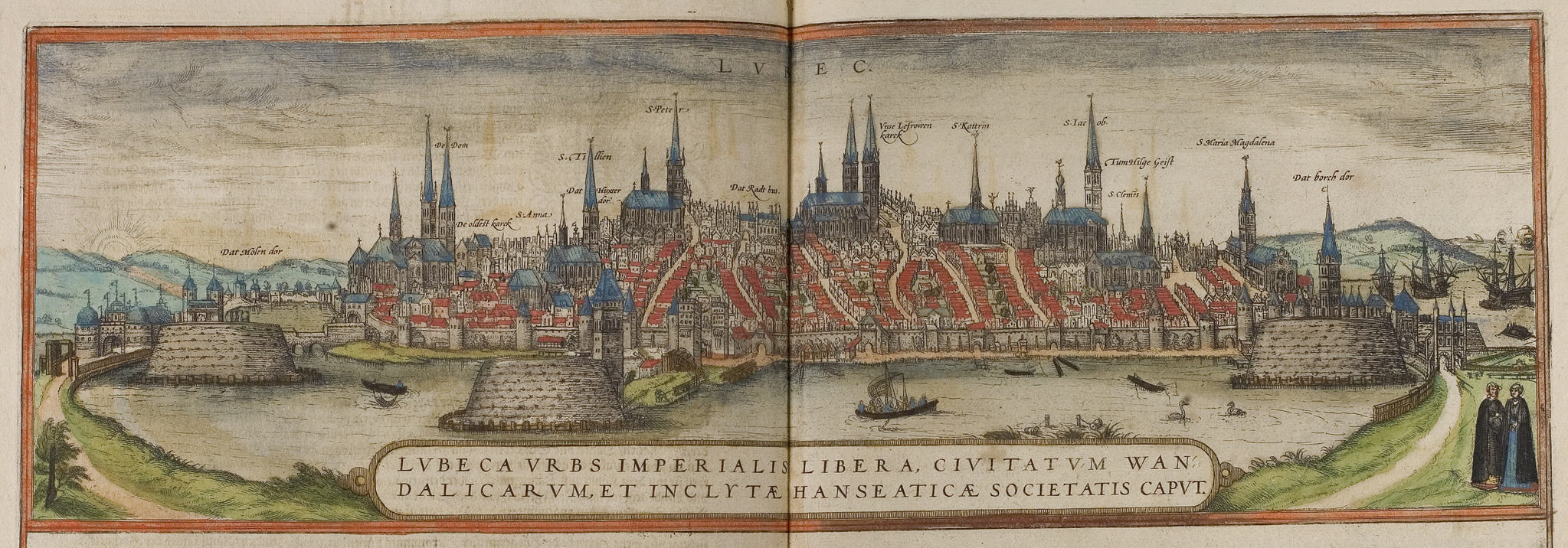
Панорама Любека на гравюрі в Атласі міст земного світу 1572 року

1933 року, після приходу до влади націонал-соціалістів Любек втратив права і привілеї вільного міста, а 1 квітня 1937 року втратив автономію і був включений до складу прусської провінції Шлезвіг-Гольштейн.
Вночі з 28 на 29 березня 1942 року місто зазнало значних руйнувань внаслідок нальоту британської авіації.
Після війни Любек залишився в складі Шлезвіг-Гольштейна після перетворення 1946 року прусської провінції в окрему землю і разом з нею в 1949 році  опинився в складі новоутвореної ФРН.

## Визначні пам'ятки
Центральна історична частина міста Любек є найбільшою за площею пам'яткою Німеччини, яка занесена до списку Світової спадщини ЮНЕСКО. Особливо цінними є пам'ятки так званої цегляної готики Любека:
- Церква Святої Марії (Любек), споруджена в 1277—1351 роках;
- Гольстентор, міська брама, яка стала символом міста Любека, споруджена 1478 року;
- Бургтор, інша брама міста, споруджена 1444 року;
- Катарінеум, класична гімназія Любека, будівля споруджена 1531 року;
- Шпиталь Святого Духа, споруджений 1286 року;
- Церква Святого Якова, споруджена 1334 року;
- Кафедральний собор Любека, споруджений 1230, перебудований в готичний собор в 1266—1335 роки;
- Міська ратуша (Любек), споруджена 1226 року.
- Церква Святого Петра, споруджена 1170, перероблена в готичну церкву в XIII столітті.

## Культура і наука

### Музеї міста
- Європейський музей Ганзи (Europäisches Hansemuseum, відкритий 2015)
- Музей історії міста «Гольстентор» (Гольстентор)
- Архітектурно-історичний і художній музей «Міський монастир» (Burgkloster)
- Музейний квартал Святої Анни (кол. монастир)
- Музей-церква Св. Катерини
- Шпиталь «Святого духа»
- Археологічний музей
- Етнографічний музей
- Природничий музей
- Картинна галерея «Бен-хаус»
- «Будинок Будденброків» — будинок-музей сім'ї Томаса та Генріха Маннів
- Будинок-музей Гюнтера Грасса
- Квартира-музей Віллі Брандта
- Вілла-музей Йоганнеса Брамса (зібрання творів композитора)
- Музей маріонеток
- Музей фірми «Нідереггер» (марципановий салон)
- «Музейна гавань» поряд зі старим містом
- Корабель-музей 4-щогловий барк «Пассат» (Травемюнде)

### Освіта, вищі навчальні заклади
- Медичний університет (Medizinische Universität zu Lübeck)  [Архівовано 7 серпня 2008 у Wayback Machine.]
- Вища технічна школа (Fachhochschule)  [Архівовано 1 листопада 2007 у Wayback Machine.]
- Вища музична школа (Консерваторія) (Musikhochschule Lübeck)  [Архівовано 6 лютого 2012 у Wayback Machine.]

## Господарство та промисловість
- Логістика — морський транспорт, контейнерні перевезення:

Транспортне об'єднання «Любецьке портове товариство», LHG — Lübecker Hafengesellschaft (з 1934 року)  [Архівовано 10 серпня 2008 у Wayback Machine.],
контейнерно-пасажирські лінії таких фірм: TT-Line  [Архівовано 15 вересня 2008 у Wayback Machine.], Finnline , Stena-Line,  [Архівовано 16 грудня 2010 у Wayback Machine.], Silja-Line  [Архівовано 8 травня 2008 у Wayback Machine.], та інші.
- Приладобудування — холдінговий концерн Dräger («Дрегер»)  [Архівовано 26 лютого 2010 у Wayback Machine.].
- Машинобудування — «Любецьке машинобудівне товариство» (LMG) [Архівовано 7 травня 2007 у Wayback Machine.].
- Суднобудування — корабельня «Fleder WErft» (будівництво великих морських сухогрузів), філія бременського концерну «Bremer Vulkan» (припинила існування у 2002 році). Фірма MSO GmbH — будівництво люксус-яхт .
- Харчова промисловість, фірми: «Ераско» (Erasco) [Архівовано 1 серпня 2008 у Wayback Machine.], «Швартау» (Schwartauer Werke GmbH), «Нідереггер» (Niederegger, засн. 1806)

Любителям сувенірних ласощів та патріотам «Київського торта» цікаво буде дізнатися, що Любек далеко за межами Німеччини також історично відомий кондитерськими виробами з «Любекського марципану». Провідною фірмою, що займається виробництвом любекських марципанів уже протягом понад 200 років є фірма Niederegger.

## Транспорт, шляхи сполучення
- Шосейні шляхи:

Швидкісні автомагістралі. Автобан А1: напрямки — Гамбург, Бремен; Путтгарден (і далі до Данії, Швеції). Автобан А-20: напрямок — Росток, Щецин (Польща). Автобан А226: напрямок морський порт-термінал до Скандинавії.
- Залізниця:

Залізничні шляхи в шести напрямках. Головні напрямки: Гамбург, Копенгаген (Данія), Росток.
- Повітряне сполучення:

Міжнародний аеропорт Любек-Бланкензе, (Lübeck-Blankensee),  іноді у довідках позначається як філія аеропорту м. Гамбурга (Hamburg-Blankensee).
Авіалінії компаній (стан літо-2008): «RYANAIR» [Архівовано 7 серпня 2008 у Wayback Machine.], «WIZZ» [Архівовано 13 вересня 2008 у Wayback Machine.], Jet2.com. Основний флот літаків: Being-737, Aerobus-320.
- Водні шляхи:

Морський порт Любек-Травемюнде. Пасажирський, автомобільний, вантажно-залізничний та контейнерний термінал Травемюнде-Скандінавієнкай (та ін.). Напрямки регулярних поромних переправ — Швеція, Данія, Фінляндія, республіки Балтії, Росія.
Судноплавний канал Ельба — Любек (після розбудови мережі автобанів у другій половині XX століття канал має місцеве значення).

## Спорт
- Любек (футбольний клуб) — клуб заснований 1 квітня 1919 року. Також у місті є багато спортивних гуртків для молоді.

## Відомі люди
- Гайнріх Лев — німецький монарх, герцог, засновник міста.
- Дітріх Букстегуде — органіст і композитор епохи бароко.
- Годфрі Неллер — портретист у стилі бароко, придворний художник монархів Англії від Чарльза II до Георга I.
- Томас Манн — видатний німецький письменник, філософ-гуманіст, лауреат Нобелівської премії з літератури (1929).
- Віллі Брандт — видатний німецький і європейський політик; канцлер ФРН, голова Соцінтерну; лауреат Нобелівської премії миру (1971).
- Гюнтер Грасс — визначний німецький письменник, лауреат Нобелівської премії з літератури (1999).
- Генріх Манн (1871—1950) — німецький письменник.

## Галерея

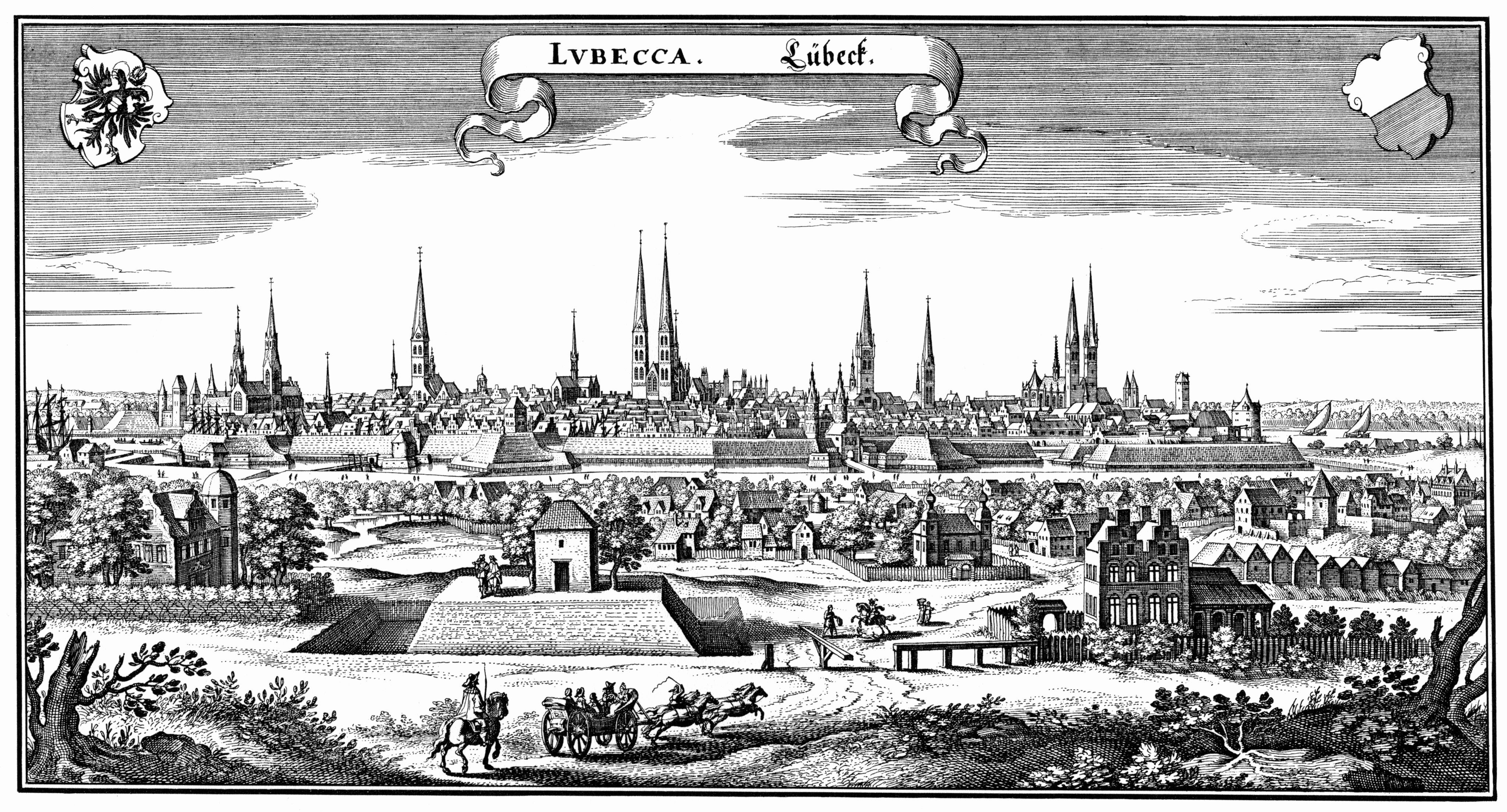
Вид міста в 1641 р.
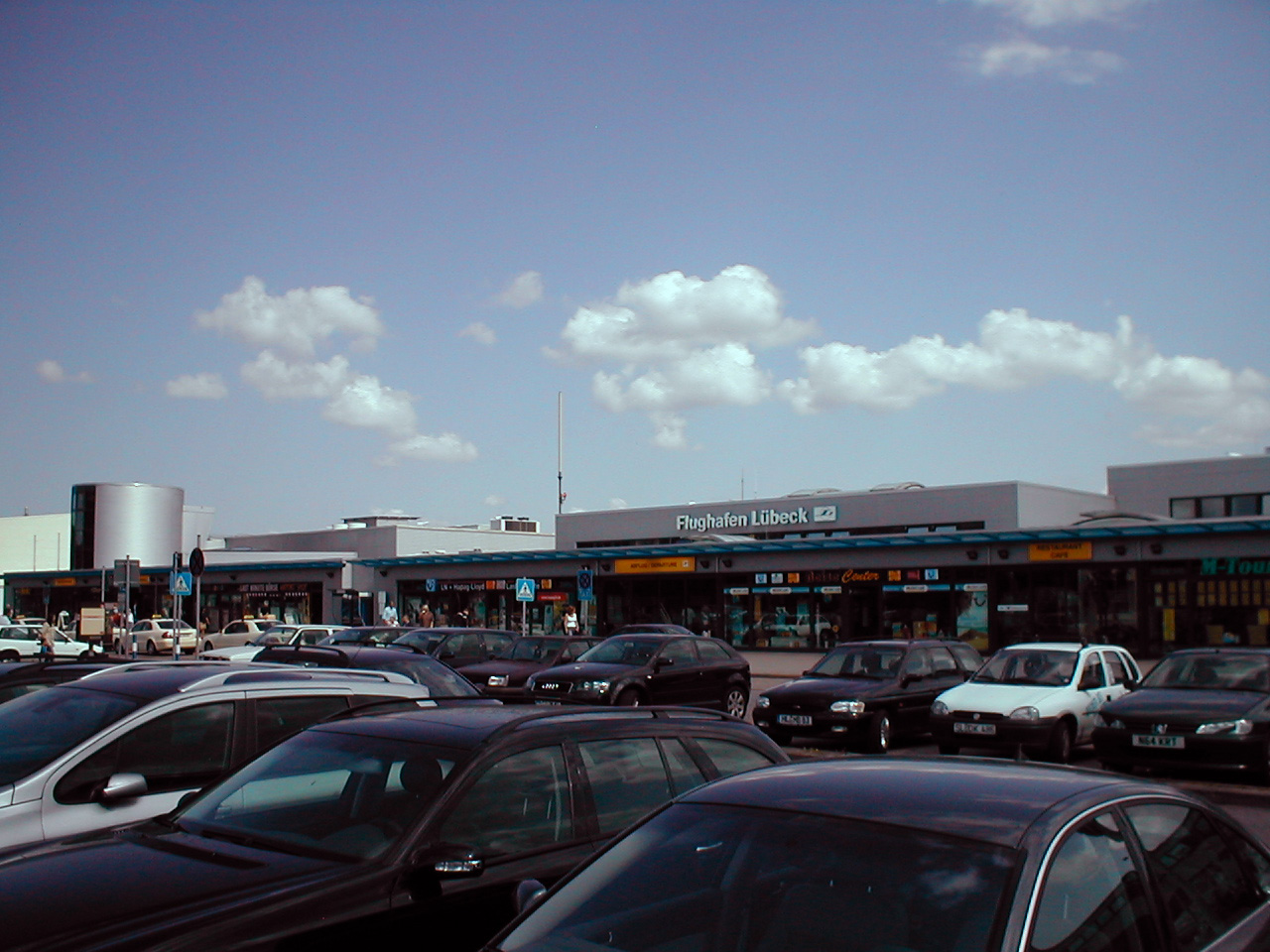
Аеропорт Бланкензеє
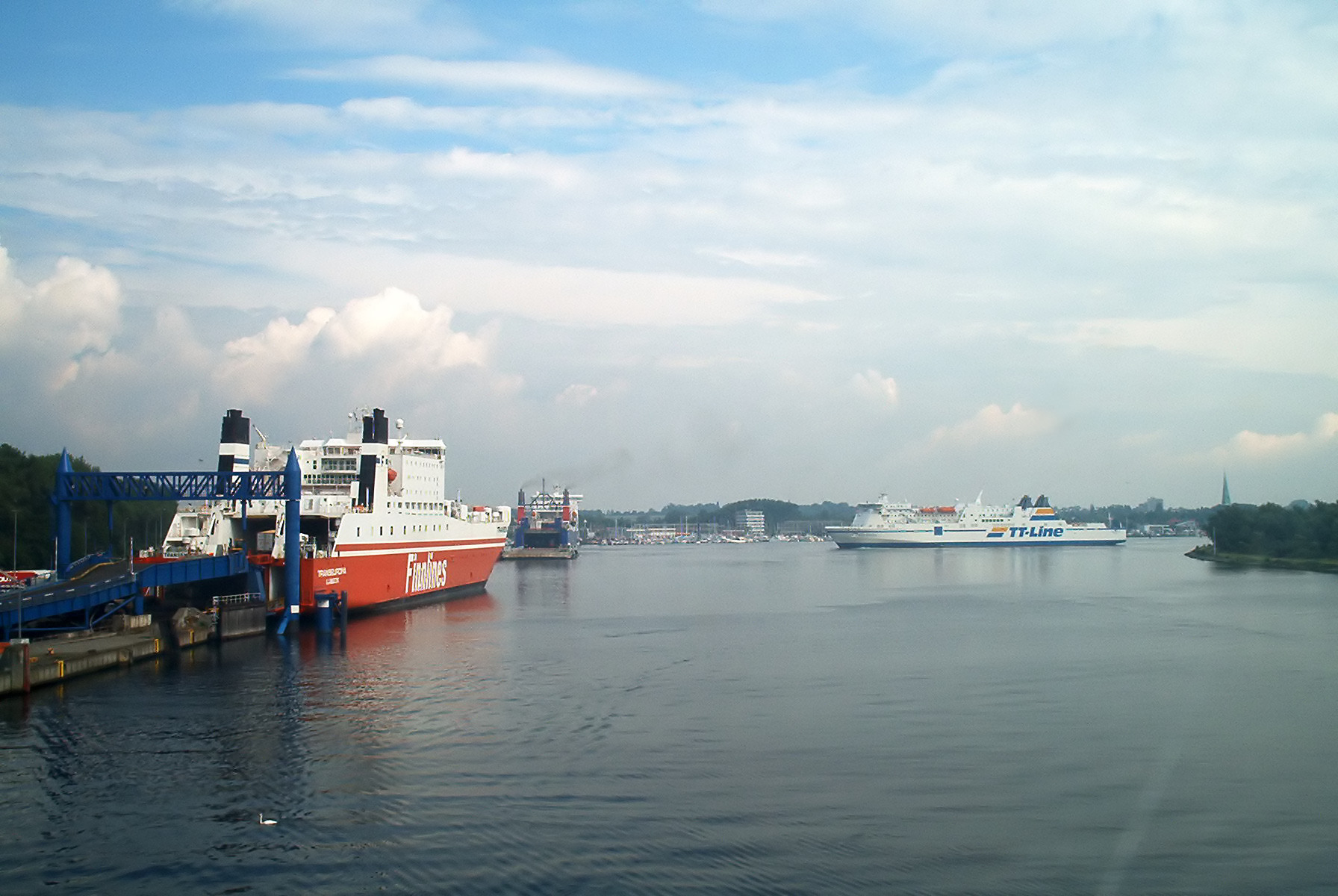
Один з причалів поромного терміналу в Травемюнде
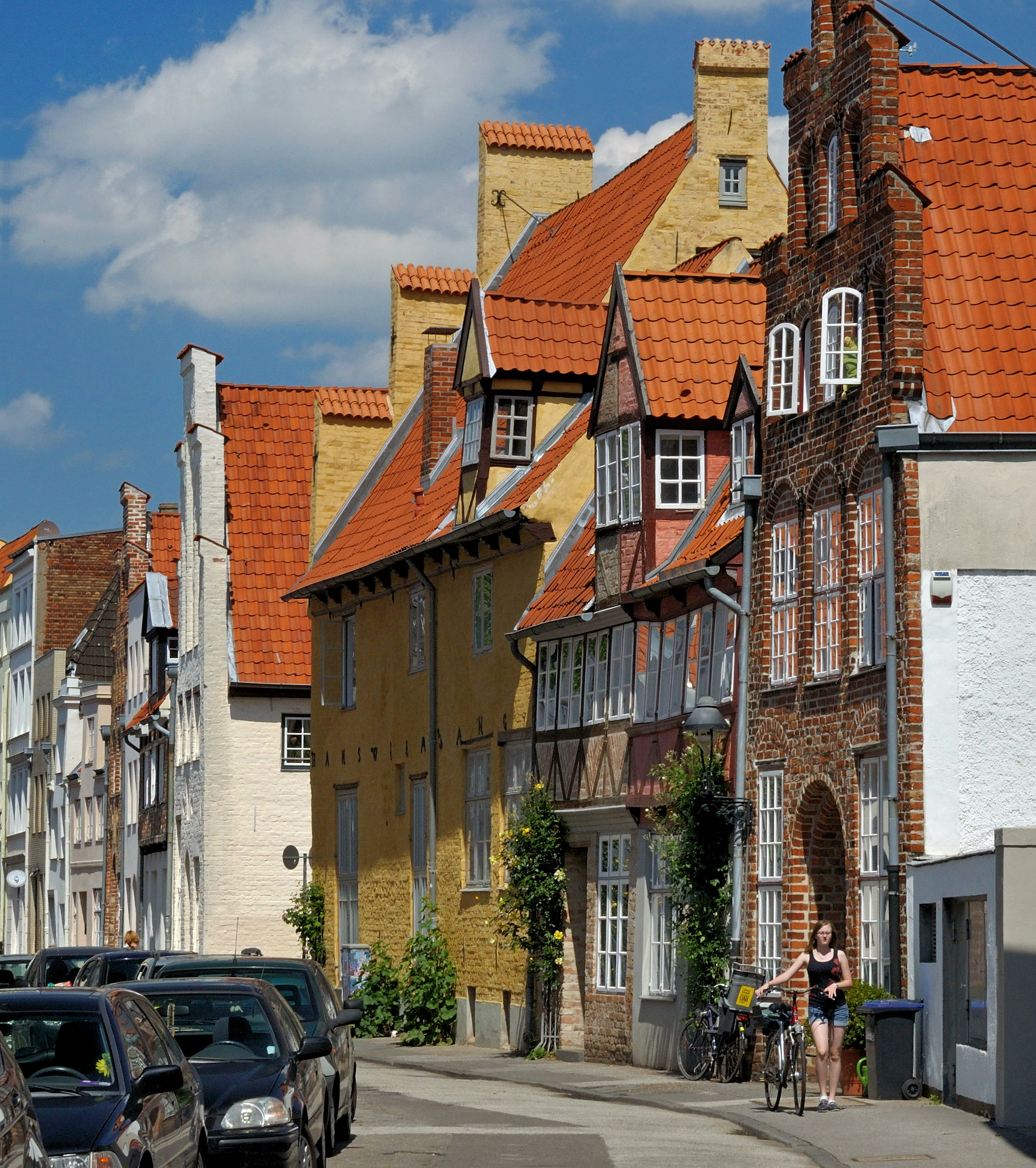
Вулиця Любека в 2011 році